# Bondo (territoire)
Pour les articles homonymes, voir Bondo.
Le territoire de Bondo est une entité administrative déconcentrée de la province du Bas-Uele en république démocratique du Congo, à 200 km de la République centrafricaine et à 550 km au nord de l'équateur, au milieu de la forêt avec à peu près 20 000 habitants, incluant ceux des  villages alentour.

## Localisation
Avec une superficie de 37 564 km2, il est le territoire le plus vaste du Bas-Uele. Il est limité : 
- au nord : par la République centrafricaine ;
- à l'est : par le territoire d'Ango ;
- au sud : par les territoires d'Aketi, Buta et de Bambesa ;
- à l'ouest : par le territoire de Yakoma dans la province du Nord-Ubangi.

## Commune
Le territoire compte une commune rurale de moins de 80 000 électeurs.
- Bondo, (7 conseillers municipaux)

## Chefferies
Il est divisé en dix chefferies. :
- Chefferie Bosso
- Chefferie Deni
- Chefferie Duaru
- Chefferie Gama
- Chefferie Gaya
- Chefferie Gbiamange
- Chefferie Goa
- Chefferie Kassa
- Chefferie Mobenge-Mondila
- Chefferie Soa

## Population
Bondo comporte beaucoup de tribus mais les plus connues sont les Benge et les Zandé bandia (ou abandya).  

## Société
Bondo est composé des différents quartiers qui rassemblent sa cité. Les quartiers les plus connus sont Pagi l'I, Makambwa et CBBU (le nom CBBU vient du Centre baptiste de Bas-Uele, siège de l'église protestante à Bondo).

## Économie
La richesse de cette commune rurale n'est pas que minérale mais aussi agricole. Les richesses principales de Bondo sont l'or, le diamant (qui ne profite pas aux habitants) et l'agriculture (agriculture vivrière). Le surplus ne peut être transporté par manque de routes et de moyens de transport. Il y a donc peu d'argent en circulation et cela a des conséquences sur la santé publique et sur l'enseignement. À cause du chaos politique, le personnel médical et enseignant n'est plus payé, et donc beaucoup de gens meurent faute de soins primaires et beaucoup d’analphabétisme. En plus on estime à 17 % le nombre de personnes atteintes du sida.

## Faune
On y trouve des espèces protégées telles que l'okapi, l'éléphant ainsi que des essences de bois telles que l'Afromosia.